# Ховен, Егор Фёдорович
Барон Егор (Григорий) Фёдорович Ховен (нем. Christoph Georg von der Howen; 1774—1858) — русский военный деятель, генерал-лейтенант (1829).

## Биография
Происходил из лифляндского дворянского рода Ховен. Родился 27 марта 1774 года[по какому календарю?]. В службе с 1790 года после окончания Артиллерийского и инженерного шляхетского кадетского корпуса был выпущен штык-юнкером в 1-й фузелерный полк.
С 1792 года участник Русско-польской войны и Польской компании 1794 года. За храбрость при штурме Праги был награждён Золотой георгиевской саблей, Золотым офицерским крестом «За взятие Праги» и орденом Святого Владимира 4-й степени с мечами и бантом.
Участник Компании 1807 года сражался под Прёйсиш-Эйлау, Гуттштадтом, Гейльсбергом, Фридландом. С 1810 года участник Русско-турецкой войны, находился при осаде Силистрии, Шумлы, Рущука, сражался при Батине, за храбрость в этой компании был награжден орденом Святой Анны 2-й степени с алмазами и за отличие произведен в подполковники.
С 1811 года командир 22-й конно-артиллерийской роты. В ходе Отечественной войны 1812 года участвовал в Бородинском сражении, за отличие произведен в полковники. В кампании 1813 года участвовал в сражении при Дрездене, в 1814 году отличился в боях под Гамбургом. За храбрость в этих компаниях был награждён орденом Святого Владимира 3-й степени и прусским орденом «Pour le Mérite». В 1816 году удостоен ордена Св. Георгия 4-го класса.
С 1816 года командир лейб-гвардии 1-й артиллерийской бригады. В 1818 году произведён в генерал-майоры. С 1822 года начальник артиллерии 5-го пехотного корпуса. В 1829 году произведён в генерал-лейтенанты и назначен начальником 4-й артиллерийской дивизии. С 1833 года исполнял обязанности начальника артиллерии 1-й армии. С июля по ноябрь 1835 год был членом Военного совета Российской империи. С ноября 1835 года в отставке.
Жена: Изабелла де Боар (Баар). Их дети: Константин (1800—1854), Александр (1804—1831), Наталья (в замужестве Квашнина-Самарина; 1806—1896).